# Евлоев, Мовсар Магомедович
Мо́всар Магоме́дович Евло́ев (род. 11 февраля 1994 года, Сунжа, Ингушетия, Россия) — непобежденный российский боец смешанных единоборств ингушского происхождения, выступающий под эгидой UFC. На данный момент занимает 1 строчку официального рейтинга UFC в полулёгком весе. Бывший непобежденный Чемпион M-1 в легчайшем весе. Брат Селема Евлоева

## Биография
Мовсар Евлоев родился в городе - Сунжа в семье из четырёх братьев и одной сестры. По национальности ингуш. Есть старший брат Селем Евлоев, также являющийся бойцом смешанных боевых искусств из организации M-1 Global. Мовсар занимался греко-римской борьбой, получив звание мастера спорта по греко-римской борьбе.

## UFC
14 марта 2019 года Евлоев подписал контракт с UFC.
20 апреля 2019 году на турнире UFC Fight Night: Оверим vs. Олейник в Санкт-Петербурге дебютировал против корейца Сеунг Ву Чоя. Несмотря на снятый балл за нелегальный удар коленом во втором раунде, победил своего оппонента единогласным решением судей (29–27, 29–27, 29–26).
26 октября 2019 года на турнире UFC Fight Night: Майя vs. Аскрен в Сингапуре одержал вторую победу единогласным решением судей (29–28, 29–28, 30–27) над перуанцем Энрике Барсолой.
25 июля 2020 года на турнире UFC on ESPN: Уиттакер vs. Тилл в Абу-Даби на «Бойцовском острове» UFC единогласным решением судей (30–27, 30–27, 29–28) одолел англичанина Майка Гранди.
23 января 2021 года на UFC 257 раздельным решением судей (28–29, 29–28, 29–28) одолел Ника Ленца, после чего американец объявил о завершении карьеры бойца.
12 июня 2021 года на UFC 263 одержал очередную, уже пятую подряд, победу единогласным решением судей над канадцем Хакимом Даводу — (29–27, 29–27, 29–27).
4 июня 2022 года в со-главном бою турнира UFC Fight Night: Волков vs. Розенстрайк уже пятым единогласным решением судей (30–26, 30–27, 30–27) в абсолютно доминирующем стиле одолел Дэна Игэ.
6 мая 2023 года на UFC 288 должен был встретиться с Брайсом Митчеллом, но соперник снялся из-за травмы. На коротком уведомлении против Мовсара вышел бразилец Диего Лопес. Евлоев уже в 7-й раз подряд решением судей победил соперника (29–28, 29–28, 30–27) и впервые получил бонус от организации за «Бой вечера».

## Титулы и достижения
- M-1 Global
  - Чемпион M-1 в легчайшем весе (один раз);
  - Две успешные защиты титула;
  - Временный чемпион M-1 в легчайшем весе.

## Статистика боёв в профессиональном ММА
| Боёв 19  | Побед 19 | Поражений 0 |
| -------- | -------- | ----------- |
| Нокаутом | 3        | 0           |
| Сдачей   | 4        | 0           |
| Решением | 12       | 0           |

| Результат | Рекорд | Соперник            | Способ                         | Турнир                                            | Дата                 | Раунд | Время | Место                   | Примечание                                             |
| --------- | ------ | ------------------- | ------------------------------ | ------------------------------------------------- | -------------------- | ----- | ----- | ----------------------- | ------------------------------------------------------ |
| Победа    | 19-0   | Алджамейн Стерлинг  | Единогласное решение           | UFC 310                                           | 7 декабря 2024       | 3     | 5:00  | Лас-Вегас, США          |                                                        |
| Победа    | 18-0   | Арнольд Аллен       | Единогласное решение           | UFC 297                                           | 20 января 2024       | 3     | 5:00  | Канада, Торонто         |                                                        |
| Победа    | 17-0   | Диего Лопес         | Единогласное решение           | UFC 288                                           | 6 мая 2023           | 3     | 5:00  | Ньюарк, США             | Бой вечера                                             |
| Победа    | 16-0   | Дэн Иге             | Единогласное решение           | UFC Fight Night: Волков vs. Розенстрайк           | 4 июня 2022          | 3     | 5:00  | Лас-Вегас, США          |                                                        |
| Победа    | 15-0   | Хаким Даводу        | Единогласное решение           | UFC 263                                           | 13 июня 2021         | 3     | 5:00  | Глендейл, США           |                                                        |
| Победа    | 14-0   | Ник Ленц            | Раздельное решение             | UFC 257                                           | 23 января 2021       | 3     | 5:00  | Абу-Даби, ОАЭ           |                                                        |
| Победа    | 13-0   | Майк Гранди         | Единогласное решение           | UFC Fight Night: Уиттакер vs. Тилл                | 26 июля 2020         | 3     | 5:00  | Абу-Даби, ОАЭ           |                                                        |
| Победа    | 12-0   | Энрике Барсола      | Единогласное решение           | UFC Fight Night: Майя vs. Аскрен                  | 26 октября 2019      | 3     | 5:00  | Калланг, Сингапур       |                                                        |
| Победа    | 11-0   | Сен Ву Чой          | Единогласное решение           | UFC Fight Night: Оверим vs. Олейник               | 20 апреля 2019       | 3     | 5:00  | Санкт-Петербург, Россия | Дебют в UFC. Переход в полулёгкий вес                  |
| Победа    | 10-0   | Рафаэль Диас        | Нокаутом (удар)                | M-1 Challenge 95 — Battle in the Mountains 7      | 21 июля 2018         | 5     | 0:21  | Таргим, Россия          | Защитил титул чемпиона M-1 в легчайшем весе            |
| Победа    | 9-0    | Сергей Морозов      | Сабмишном (удушение сзади)     | M-1 Challenge 88 Ismagulov vs. Tutarauli          | 22 февраля 2018      | 3     | 3:47  | Москва, Россия          | Защитил титул чемпиона M-1 в легчайшем весе            |
| Победа    | 8-0    | Павел Витрук        | Единогласное решение           | M-1 Challenge 81 — Battle in the Mountains 6      | 22 июля 2017 года    | 5     | 5:00  | Таргим, Россия          | Объединил титул чемпиона M-1 в легчайшем весе          |
| Победа    | 7-0    | Алексей Невзоров    | Нокаутом (удар ногой в голову) | M-1 Challenge 76 Nevzorov vs. Evloev              | 22 апреля 2017 года  | 2     | 2:15  | Назрань, Россия         | Завоевал временный титул чемпиона M-1 в легчайшем весе |
| Победа    | 6-0    | Ли Моррисон         | Единогласное решение           | M-1 Challenge 73 Battle of Narts                  | 9 декабря 2016 года  | 3     | 5:00  | Назрань, Россия         |                                                        |
| Победа    | 5-0    | Александр Крупенкин | Техническим нокаутом (удары)   | M-1 Challenge 66 — Nemkov vs. Yusupov             | 27 мая 2016 года     | 1     | 4:09  | Оренбург, Россия        |                                                        |
| Победа    | 4-0    | Дулустаан Акимов    | Сабмишном (удушение сзади)     | M-1 Global — Road to M-1: Battle in Nazran 3      | 7 мая 2016 года      | 2     | 2:01  | Назрань, Россия         |                                                        |
| Победа    | 3-0    | Андрей Сыроваткин   | Сабмишном (удушение сзади)     | M-1 Global — Road to M-1: Battle in Nazran        | 12 декабря 2015 года | 1     | 1:44  | Назрань, Россия         |                                                        |
| Победа    | 2-0    | Женхонг Лю          | Единогласное решение           | M-1 Challenge 58 — Battle in the Mountains 4      | 6 июня 2015 года     | 2     | 5:00  | Таргим, Россия          |                                                        |
| Победа    | 1-0    | Джианвей Хи         | Сабмишном (удушение сзади)     | M-1 Challenge 53 — Battle in the Celestial Empire | 25 ноября 2014 года  | 2     | 2:56  | Пекин, Китай            |                                                        |